# دریم ورکس اژدهایان
دریم ورکس اژدهایان یک سریال انیمیشینی آمریکایی است که بر اساس چگونه اژدهای خود را تربیت کنیم ساخته شده است. ماجرای این سریال بین قسمت یک و قسمت دوم چگونه اژدهای خود را تربیت کنیم، اتفاق می‌افتد.
دریم ورکس اژدهایان توسط کارتون نت در ۱۲ اکتبر ۲۰۱۰ پخش شد. به گفته تیم جانسون، تهیه‌کننده اجرایی چگونه اژدهای خود را تربیت کنیم، این سریال قرار بود بسیار تاریک تر و عمیق‌تر از دیگر سریال‌های دریم ورکس انیمیشن، باشد. اژدهایان دریم ورکس اولین سری انیمیشن دریم ورکس بود که به جای نیکلودئون از شبکهٔ کارتون نت ورک پخش شد.